# Île Ami
L’île Ami est un îlot de Nouvelle-Calédonie appartenant administrativement à Île des Pins.